# Schicksalswende (1915)
Schicksalswende ist ein deutsches Stummfilmmelodram aus dem Jahre 1915 mit Thea Sandten.

## Handlung
Lotte arbeitet als brave, kleine Näherin in einem Betrieb. Sie wird von Fritz, einem einfachen aber anständigen Arbeiter, innig geliebt. Doch Lotte will hoch hinaus und ist für die Aufmerksamkeiten des welterfahrenen Dr. Werner überaus empfänglich. Daher schätzt sie die ernst gemeinten Zuneigungen von Fritz gering und weist seine Annäherungsversuche ab. Doch wie zu vermuten ist, treibt Dr. Werner ein falsches Spiel. Denn der Mann ist schon verheiratet und hat sogar ein Kind – zwei Fakten, die er ihr verheimlicht hat. Für Lotte bedeutet diese Erkenntnis ein schwerer Schlag, und nur mühevoll kann sie sich von dem arrivierten Manne lösen. Nunmehr ist Lotte bereit, die Ehefrau von Fritz zu werden.

## Produktionsnotizen
Schicksalswende entstand im Sommer 1915 im BB-Film-Atelier in Berlin-Steglitz, Berlinickestr. 11. Der Film passierte im September 1915 die Zensur, erhielt Jugendverbot und wurde noch im selben Jahr uraufgeführt.

## Kritik
„Recht ansprechend ist das nette kleine Lebensbild „Schicksalswende“.“